# Stazione di Kamonomiya (Saitama)
La stazione di Kamonomiya (加茂宮駅?, Kamonomiya-eki) è una fermata ferroviaria di Saitama, nella prefettura omonima e si trova a Kita-ku.

## Storia
La stazione venne aperta il 22 dicembre 1983 in concomitanza con l'inaugurazione della linea Ina.

## Linee e servizi
Saitama New Urban Transit
● Linea Ina (New Shuttle)

## Struttura
La stazione è realizzata lungo il viadotto del Tōhoku Shinkansen, e presenta la particolarità di avere un marciapiede con un singolo binario per senso di marcia per lato, con in mezzo i binari dei treni ad alta velocità.
| 1 | ■ Linea Ina (New Shuttle) | per Maruyama e Uchijuku |
| 2 | ■ Linea Ina (New Shuttle) | per Ōmiya               |

## Stazioni adiacenti
| «                    | Servizio      | »                |
| Linea Ina            | Linea Ina     | Linea Ina        |
| -------------------- | ------------- | ---------------- |
| Tetsudō Hakubutsukan | Tutti i treni | Higashi-Miyahara |